# تفاعل الثقافات
تفاعل الثقافات هو مصطلح يعرف بأنه «مشاهدة المرء ذاته في الآخر». أما مصطلح تثاقفي (التي تنطق: ترانسكالشيريل أو ترانزكالشيريل) فيوصف بدوره باعتباره «ممتدًا عبر جميع الثقافات البشرية» أو «يتضمن أو يحتوي على أو يضم عناصر من أكثر من ثقافة واحدة».

## تعريفات أخرى
في عام 1940، تم تعريف مصطلح تفاعل الثقافات في الأصل بواسطة فيرناندو أورتيز، وهو عالم من أمريكا الجنوبية، بناءً على مقالة نيوسترا أمريكا (1981) التي كتبها جوزيه مارتي. واستنادًا إلى فكرة مارتي، اعتقد أورتيز أن تفاعل الحضارات هو مفتاح لإعطاء الشرعية للهوية نصف الكروية. ومن ثم فقد عرف أورتيز تفاعل الثقافات باعتباره تركيبًا من مرحلتين تحدثان في نفس الوقت، وإحداهما هي طمس ثقافة الماضي واستبدالها بـ تمازج الأجناس (انظر الهجناء، كما في السكان الهجناء في كندا وكذلك الولايات المتحدة) مع الحاضر، مما يعني بدرجة أكبر «إعادة ابتكار الثقافة الجديدة المشتركة». ولا شك أن إعادة ابتكار ثقافة جديدة مشتركة يعتمد بدوره على التقاء الشعوب والثقافات المختلفة والتمازج بينها. ووفقًا لما ذكره لامبيرتو تاسيناري، مدير Vice Versa، وهي مجلة تثاقفية في مونتريال، كندا، فإن تفاعل الثقافات هي صورة جديدة من الإنسانية تعتمد على فكرة التخلي عن الهويات والثقافات التقليدية القوية التي كانت من منتجات الإمبراطوريات الاستعمارية... وتحيطها القيم الدينية العقائدية. كما أعلن تاسيناري أن تفاعل الثقافات يعارض الثقافات التقليدية الفردية التي نشأت من الدولة القومية. وقد أعلن كذلك أن تفاعل الثقافات يعتمد على تحطيم الحدود وهو ما يعارض تعدد الثقافات لأنه في المصطلح الأخير تعزز معظم التجارب التي برزت الحدود بناءً على التراثات الثقافية الماضية. كما أنه في تفاعل الثقافات يكون مفهوم الثقافة نقطة مركزية بالنسبة للدولة القومية أو اختفاء الدولة القومية نفسها.

## الأصول
وفقًا لما ذكره ريتشارد سليمباخ، مؤلف كتاب The Transcultural Journey، فإن تفاعل الثقافات ترجع جذوره إلى السعي لتحديد اهتمامات مشتركة وقيم شائعة بين الحدود الثقافية والقومية. وكذلك ذكر سليمباخ أن تفاعل الثقافات يمكن اختباره من خلال التفكير «بطريقة غير منحصرة في وطن المرء» ومن خلال «رؤية جوانب عديدة من كل قضية دون التخلي عن الاقتناع، مع السماح بإحساس 	متقلب بالذات دون فقد المركز الثقافي للمرء».

## الخصائص
تفاعل الثقافات هو إضفاء الحركة على تعريف الثقافة من خلال التعبير عن صور جديدة من السياسات الثقافية ونشرها. وبناءً على كتاب جيف ليويس From Culturalism to Transculturalism، يتسم تفاعل الثقافات بما يلي:
- يركز تفاعل الثقافات على مشكلات الثقافة المعاصرة من ناحية العلاقات وصناعة المعنى وتشكيل القوى والطبيعة الانتقالية للثقافة إلى جانب قدرتها على التحول.[5]
- يهتم تفاعل الثقافات بالتنافر والتوتر وعدم الاستقرار كما يهتم بآثار الاستقرار الناتجة عن الترابط الاجتماعي والطائفية والتنظيم، وكذلك آثار عدم الاستقرار الناتجة عن عدم وجود معنى أو ضمور المعنى. وهو يهتم بتفكك المجموعات والثقافات والقوى.[5]
- يسعى تفاعل الثقافات إلى إلقاء الضوء على الانحدارات المختلفة للثقافة والطرق التي تتبناها المجموعات الاجتماعية من أجل خلق وتوزيع معانيها، وكذلك الطرق التي تتفاعل بها المجموعات الاجتماعية مع التوتر وتتعايش معه.[5]
- ينظر تفاعل الثقافات نحو الطرق التي تشكلت ودارت بها حروب اللغة من الناحية التاريخية.[5]
- لا يسعى تفاعل الثقافات إلى منح امتيازات لدراسات التواصل أكثر من الظروف المادية للحياة، ولا العكس.[5]
- يقبل تفاعل الثقافات التفاعل المستمر بين اللغة والمادية داخل موضع غير مستقر من الظروف التاريخية المعينة.[5]
- ويعمل تفاعل الثقافات على تحديد موضع علاقات القوة من ناحية اللغة والتاريخ.[5]
- يتميز تفاعل الثقافات بالريبة العميقة في ذاته وفي جميع التعبيرات. ودائمًا ما تكون مطالبته بالمعرفة مخيفة ومنعكسة ذاتيًا وتتسم بالنقد الذاتي.[5]
- لا يمكن أن يتجنب تفاعل الثقافات قوة التعاليم الأخلاقية الخاصة بها والعامل الديناميكي المتمثل في الثقافة.[5]
- لا يمكن أن ينحاز تفاعل الثقافات إلى منظور أخلاقي واحد ضد غيره بل يسعى إلى فحص هذه المناظير دون استبعاد النسبية الأخلاقية أو نقطة الالتقاء التحولي الأخلاقي.